# Stolnica svetega Lovrenca, Viterbo
Katedrala  San Lorenzo v Viterbu (italijansko Duomo di Viterbo ali Cattedrale di San Lorenzo) je rimokatoliška katedrala in glavna cerkev v mestu Viterbo, Lacij, osrednja Italija. Je sedež škofa Viterba in je posvečena sv. Lovrencu.
Cerkev je mogočna romanska zgradba, ki se nahaja visoko na hribu nad mestom, vendar nima veliko spektakularne dekoracije s katero je bila prvotno okrašena, kar gre zahvala nepremišljeni obnovi iz šestnajstega stoletja.

## Zgodovina

### Lokacija
Katedrala je bila po legendi zgrajena na mestu etruščanskega templja posvečenega Herkulu, čeprav tega ni mogoče preveriti. Etruščanske in rimske temelje je mogoče videti na več stavbah, ki sestavljajo trg Piazza di San Lorenzo, kjer se nahaja katedrala. Zgodnje-srednjeveška župnijska cerkev Svetega Lovrenca je zasedala območje, preden se je v poznem dvanajstem stoletju začela gradnja katedrale. Tudi ko je bila zgrajena, se je mesto že širilo proti severu navzdol po hribu, tako da je trg ostal nekoliko osamljen na najvišjih robovih mesta, kar omejuje njegovo privlačnost. To pomanjkljivost so lokalni škofje z leti skušali obrniti s podelitvijo posebnih verskih privilegijev.

### Papeška rezidenca
Katedrala je imela največji pomen od sredine in do konca trinajstega stoletja, ko je bila, združena s Palazzo dei Papi di Viterbo, sedež papeškega prestola, po tem, ko se je ta preselil iz Rima in še prej iz Avignona. V katedrali sta bila pokopana dva papeža: prvi je bil papež Aleksander IV., čigar grob je bil bizarno porušen v času prenove v šestnajstem stoletju, lokacija njegovih posmrtnih ostankov pa je zdaj neznana; papež Janez XXI. je bolj jasno označen kljub večjim selitvam, z lepim nagrobnikom prvotno začrtanim po njegovi smrti leta 1277 (ko je zaradi strukturnih pomanjkljivosti strop njegove študijske celice v papeževi palači nad katedralo nenadoma padel v sobo spodaj, medtem ko je spal).

## Zgradba
Kot katedrala zgrajena v dvanajstem stoletju, je obrnjena proti vzhodu in stoji visoko na hribu s pripojeno papeško palačo, s pogledom na mesto, ki se širi spodaj. Njena fasada je čudno v nasprotju z okoliškimi stavbami, saj ni zgrajena iz lokalnega kamna. Namesto tega je bil med obnovo uporabljen uvožen material. Enostavno okrašena, na sredini z oknom rozeta brez kakršnega koli obarvanega stekla. Na fasadi sta še dve podobni, vendar manjši okni, nameščeni nižje, nad dvema manjšima vhodnima vratoma poleg glavnega vhoda, spet brez okrasa. Skupaj ima katedrala 33 oken. Edino navedbo izvirne dekoracije katedrale je mogoče videti na sosednjem zvoniku, ki je obložen v izmeničnih pasovih z lokalnim belim lehnjakom in modro-zelenim bazaltom na podoben način kot je katedrala v Orvietu.

### Rekonstrukcija
Sredi šestnajstega stoletja je katedrala prišla pod oblast kardinala Gambarra, ki je skupaj s premožnimi italijanskimi družinami, plačal za obsežno obnovo srednjeveške stavbe, vključno z rušenjem fasade, strehe in osrednje apside (vključno s papeško grobnico). Izdolbel je tudi luknje v stenah za izgradnjo dodatnih kapelic in zamenjal veliko notranje opreme, lesa in kamnito okrasje, kakor tudi vitraže. Med novimi okraski so upodobitve morskih sadežev, še posebej jastogi in kozice, ki dajejo katedrali čudno navtičen videz. (Kardinalovo ime Gambarra prevajajo kot kozice iz italijanščine in morske sadeže kaže tudi na svojem grbu). Leta 1861, naslednji škof nadomesti tudi zgornje nadstropje, da bi prikrili zapleteno nosilno konstrukcijo. Veliko stroge opreme so takrat odstranili ali zamenjali s tisto, kar je ostalo od prvotnega pohištva, zlasti po drugi svetovni vojni, med katero je bila katedrala in mesto na splošno zelo močno poškodovano od zavezniških bombnih napadov in obstreljevanja z obeh strani.

## Umetnost
Katedrala nima veliko znanih umetniških del, predvsem zaradi razmeroma nedavne prenove. Glavna dela so po prenovi v apsidi delo lokalnega umetnika Giovanni Francesco Romanellija iz osemnajstega stoletja, kakor tudi več drugih njegovih sodobnikov. Le dve opazni zgodnji umetniški deli sta ohranjeni, slika Redentore Benedicte (Kristus daje blagoslov) verjetno iz leta 1472, delo Gerolama da Cremona in Madonna z otrokom, za katerega se zdi, da je starejša različica slavne slike iz bazilike di Santa Maria Maggiore v Rimu. Prestavljena naj bi bila sem iz župnijske cerkve v Viterbese, naslikana naj bi bila v poznem dvanajstem stoletju, umetnik ostaja neznan. Katedrala ima tudi impresiven krstilnik prvotno delo Francesco da Anconija iz leta 1470, kasneje dopolnjen.

## Piazza di San Lorenzo
Piazza di San Lorenzo ima poleg katedrale z zvonikom, tudi številne druge pomembne stavbe, vključno z najstarejšo bolnišnico v mestu v srednjeveški zgradbi, kjer so bili nekoč nastanjeni katedralni upravni uradi, kot tudi utrjeno Mestno hišo ene od številnih italijanskih fevdalnih srednjeveških rodbin. Etruščanski temelji te zgradbe so jasno vidni iz nivoja ceste. Južno od trga je hiša Valentino della pagnotta, ki je prejela neposreden zadetek zavezniške bombe v drugi svetovni vojni, vendar je bila rekonstruirana po originalnih predlogah. V pritličju poslopja je danes trgovina s spominki.
Trg se ponaša z več manjšimi fontanami in številnimi drugimi srednjeveškimi zgradbami. Na severni strani prevladuje Palazzo dei Papi di Viterbo, ki je bila povečana in obnovljena leta 1266, po naselitvi papeža v mestu. Palazzo je bila originalna lokacija začetka konklava. Kardinali so, po smrti papeža Klemena IV. leta 1268, tako dolgo izbirali novega, da je njihova prisotnost pomenila bankrot lokalnih podjetij. Razjarjeni domačini so zaklenili kardinale v palačo in jim dajali le kruh in vodo vse do tedaj, ko je bila sprejeta odločitev. 
Preostanek trga zavzemajo ruševine palače loža, katerih polovica je padla v dolino okoli leta 1300 in ni bila nikoli popraviljena.